# Lovelite Detenamo
Lovelite Chrissa Detenamo (22 dicembre 1993) è un'ex velocista nauruana.

## Palmarès
| Anno | Manifestazione                | Sede       | Evento      | Risultato | Prestazione | Note                                     |
| ---- | ----------------------------- | ---------- | ----------- | --------- | ----------- | ---------------------------------------- |
| 2008 | Campionati oceaniani juniores | Saipan     | 100 m piani | 6ª        | 13"64       |                                          |
| 2008 | Campionati oceaniani juniores | Saipan     | 400 m piani | 7ª        | 69"51       |                                          |
| 2009 | Mondiali allievi              | Bressanone | 100 m piani | Batteria  | 13"32       |                                          |
| 2010 | Mondiali juniores             | Moncton    | 100 m piani | Batteria  | 12"75       |                                          |
| 2010 | Giochi olimpici giovanili     | Singapore  | 100 m piani | Finale    | dns         |                                          |
| 2010 | Campionati oceaniani          | Cairns     | 100 m piani | Argento   | 13"32       |                                          |
| 2010 | Campionati oceaniani          | Cairns     | 200 m piani | 5ª        | 27"23       |                                          |
| 2011 | Mondiali                      | Taegu      | 100 m piani | Batteria  | 12"51       | Record nazionale                         |
| 2011 | Campionati oceaniani          | Numea      | 100 m piani | 6ª        | 12"60       |                                          |
| 2011 | Campionati oceaniani          | Numea      | 200 m piani | Batteria  | 27"51       |                                          |
| 2012 | Mondiali indoor               | Istanbul   | 60 m piani  | Batteria  | 8"04        |                                          |
| 2012 | Campionati oceaniani          | Cairns     | 100 m piani | Oro       | 12"36       |                                          |
| 2012 | Mondiali juniores             | Barcellona | 100 m piani | Batteria  | 12"75       |                                          |
| 2013 | Mondiali                      | Mosca      | 100 m piani | Batteria  | 12"35       | Miglior prestazione personale stagionale |
| 2013 | Mini-Giochi del Sud Pacifico  | Mata Utu   | 100 m piani | Bronzo    | 12"22       |                                          |
| 2013 | Mini-Giochi del Sud Pacifico  | Mata Utu   | 200 m piani | 4ª        | 25"50       |                                          |
| 2013 | Campionati oceaniani          | Papeete    | 100 m piani | Oro       | 12"56       |                                          |
| 2013 | Campionati oceaniani          | Papeete    | 200 m piani | Argento   | 25"85       |                                          |
| 2014 | Mondiali indoor               | Sopot      | 60 m piani  | Batteria  | 7"94        | Record nazionale                         |
| 2014 | Campionati oceaniani          | Avarua     | 100 m piani | 4ª        | 12"40       |                                          |
| 2014 | Giochi del Commonwealth       | Glasgow    | 100 m piani | Batteria  | dq          |                                          |